# От Шапел
От Шапел (фр. Haute-Chapelle) насеље је и општина у северној Француској у региону Доња Нормандија, у департману Орн која припада префектури Алансон.
По подацима из 2011. године у општини је живело 592 становника, а густина насељености је износила 30,66 становника/km². Општина се простире на површини од 19,31 km². Налази се на средњој надморској висини од 200 метара (максималној 226 m, а минималној 115 m).

## Демографија
| 1962. | 1968. | 1975. | 1982. | 1990. | 1999. | 2011. |
| ----- | ----- | ----- | ----- | ----- | ----- | ----- |
| 544   | 644   | 553   | 563   | 574   | 610   | 592   |

График промене броја становника у току последњих година